# جامعة تشينجتشي الوطنية
جامعة تشينجتشي الوطنية (بالإنجليزية: National Chengchi University)‏ هي جامعة حكومية، تأسست في 1926، في تايوان، وهي عضو في أورسيد.